# Amphigomphus somnuki
Amphigomphus somnuki е вид водно конче от семейство Gomphidae.

## Разпространение
Видът е разпространен в Лаос и Тайланд.